# استراتواریوس (آلبوم)
«استراتوواریوس» (به انگلیسی: Stratovarius) آلبومی از استراتوواریوس است که در ۵ سپتامبر ۲۰۰۵ منتشر شد.